# Oroz-Betelu
Oroz-Betelu (spanska) eller Orotz-Betelu (baskiska), officiellt Oroz-Betelu/Orotz-Betelu, är en kommun i Spanien.   Den ligger i provinsen och regionen Navarra, i den nordöstra delen av landet, 300 km nordost om huvudstaden Madrid. Antalet invånare är 166. Arean är 23,5 kvadratkilometer.